# Sokilnîkî, Pustomîtî
Sokilnîkî (în ucraineană Сокільники) este o comună în raionul Pustomîtî, regiunea Liov, Ucraina, formată numai din satul de reședință.

## Demografie
Componența lingvistică a comunei Sokilnîkî
     Ucraineană (99,42%)
     Alte limbi (0,45%)
Conform recensământului din 2001, majoritatea populației comunei Sokilnîkî era vorbitoare de ucraineană (99,42%), existând în minoritate și vorbitori de alte limbi.